# Provincia del Sur (Ruanda)
La Provincia del Sur (en francés: Province du Sud) es una de las cinco provincias de Ruanda. Esta fue creada a principios de enero de 2006 como parte de un programa de descentralización del gobierno que reorganizó las estructuras de administración local del país. La Provincia del Sur comprende las antiguas provincias de Gikongoro, Gitarama, y Butare, y está dividida en los distritos de Butare, Gatagara, Gikongoro, Gisagara, Gitarama, Kamonyi, Kyanza, y Nyaruguru. La capital de la Provincia del Sur es Nyanza.
- Datos: Q853162
- Multimedia: South Province, Rwanda / Q853162